# Jenipapo-Kanindé
I Jenipapo-Kanindé (o anche Paiaku) sono un gruppo etnico del Brasile. Parlano la lingua Portuguese (codice ISO 639: POR) e sono principalmente di fede animista.